# Melanchtonweg (métro de Rotterdam)
Melanchtonweg est une station de la ligne E du métro de Rotterdam. Elle est située, sur la Melanchtonweg, quartier Schiebroek (nl), dans l'arrondissement Hillegersberg-Schiebroek à Rotterdam au Pays-Bas.
Mise en service en 2006, dans le cadre du projet RandstadRail, elle est, depuis 2010, desservie par la ligne E du métro de Rotterdam.

## Situation sur le réseau

Plan du métro.

Établie en aérien, la station Melanchtonweg, est située sur la ligne E du métro de Rotterdam, entre la station Meijersplein, en direction du terminus nord La Haye-Centrale, et la station Blijdorp, en direction du terminus sud Slinge,.
Elle dispose des deux voies de la ligne encadrées par deux quais latéraux.

## Histoire
La station Melanchtonweg est mise en service le 12 novembre 2006, lors de l'ouverture à l'exploitation de la section de la gare de Rotterdam Hofplein (nl) à Nootdorp. C'est l'aboutissement du projet RandstadRail de transformation de l'ancienne ligne de Rotterdam Hofplein à Scheveningen (nl) en ligne de métro léger. Elle est reliée au réseau du métro de Rotterdam le 17 août 2010, lors de l'ouverture du tunnel entre Melanchtonweg et Rotterdam-Centrale qui permet à partir de 2011 la circulation des rames de la ligne E jusqu'au terminus Slinge.

## Services aux voyageurs

### Accès et accueil
La station dispose d'accès, en surface, aux deux extrémités de la station. Elle est équipée d'automates pour l'achat et la recharge de titres de transports. Des escaliers, escaliers mécaniques et ascenseurs, pour l'accessibilité des personnes à la mobilité réduite, pour rejoindre la station située en aérien.

### Desserte
Melanchtonweg est desservie par les rames de la ligne E du métro

Installations et desserte
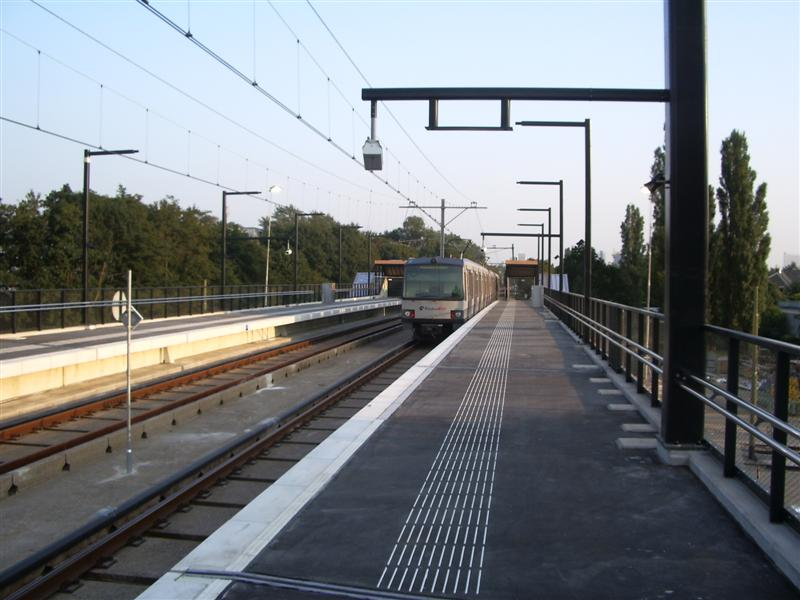
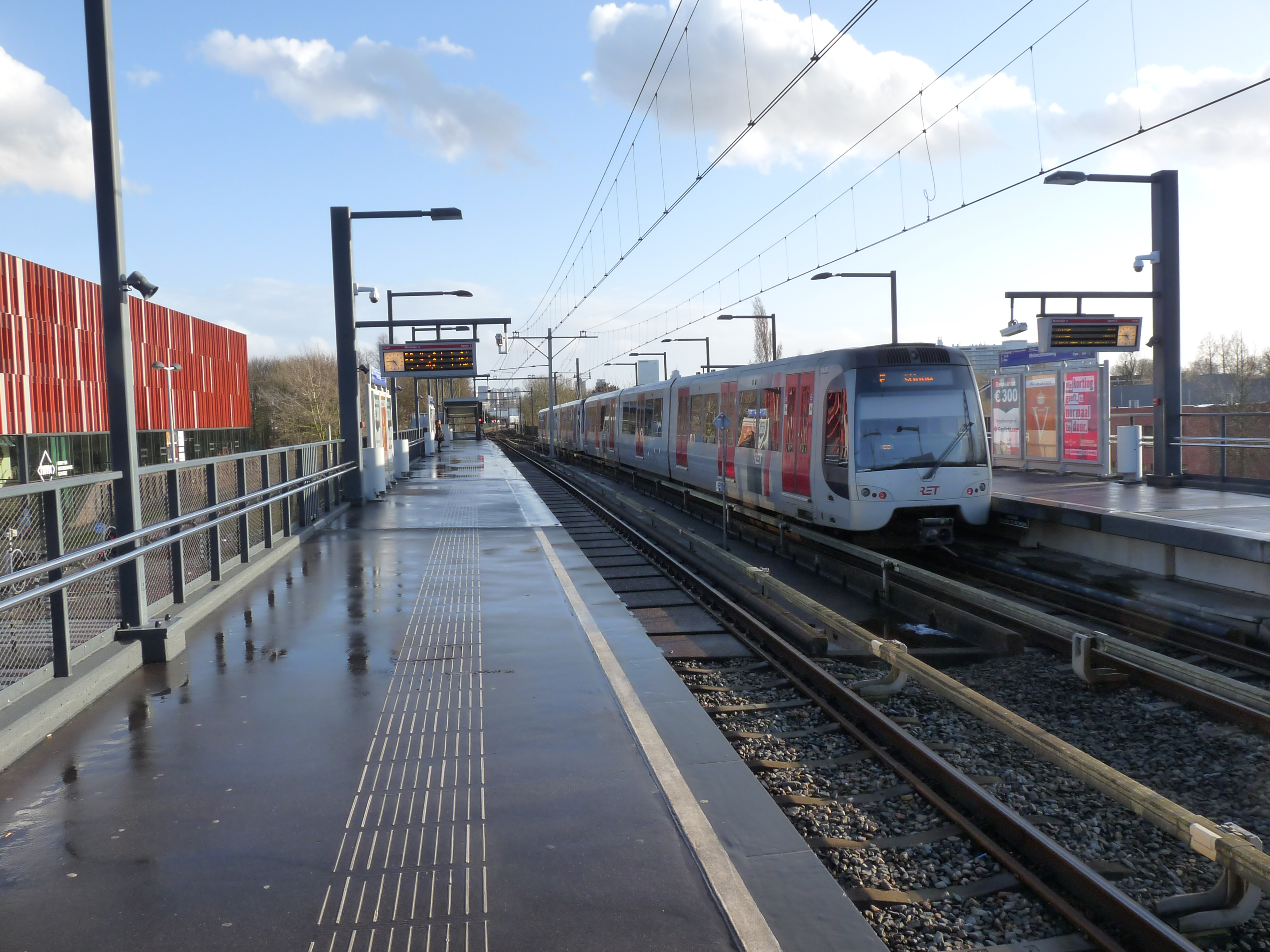
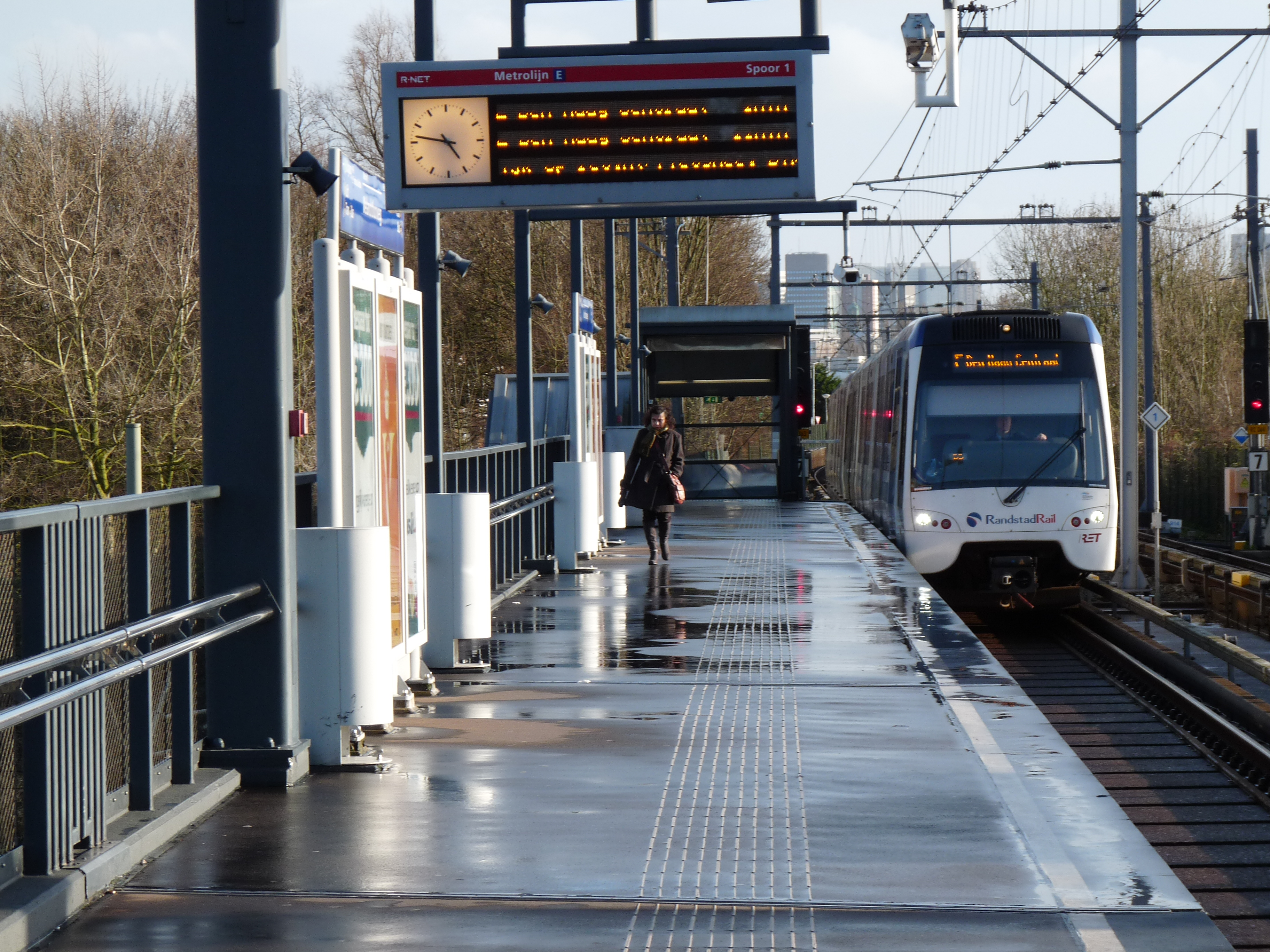

### Intermodalité
Elle est desservie : par un arrêt de la ligne 8 du tramway de Rotterdam et par un arrêt de bus des ligne 35, ainsi que des bus de nuit BOB de la ligne B10.